# Linaklotid
A linaklotid a krónikus idiopátiás székrekedés, illetve a székrekedéssel járó irritábilisbél-szindróma (IBS-C) tüneti kezelésére alkalmazott hatóanyag. Hatását úgy fejti ki, hogy fokozza a folyadék bélbe történő szekrécióját, valamint gyorsítja a béltartalom továbbhaladását.

## Kémia
A linaklotid egy 14 aminosavból felépülő, szintetikusan előállított peptid, szerkezete az endogén guanilinhez, illetve uroguanilinhez hasonló. Egy-egy diszulfid híd köti össze a Cys1 és Cys6, Cys2 és Cys10, valamint a Cys5 és Cys13 aminosavakat. Aminosav-szekvenciája az alábbi:
H–Cys1–Cys2–Glu3–Tyr4–Cys5–Cys6–Asn7–Pro8–Ala9–Cys10–Thr11–Gly12–Cys13–Tyr14–OH

## Hatásmechanizmus
A linaklotid a vékonybél hámsejtjeinek luminális felszínén található guanilát-cikláz-C (GC-C) receptorok agonistája. A receptor aktiválódása a ciklikus guanozin-monofoszfát (cGMP) szintjének növekedéséhez vezet, amelynek következményeként a cisztás fibrózis transzmembrán vezetőképesség szabályozó (CFTR) aktiválódik, és rajta keresztül klorid-, illetve bikarbonátionok jutnak a bél lumenébe. Ezt fokozott folyadék szekréció követi, mely folyamat lazábbá teszi a székletet és így segíti a bélpasszázs felgyorsulását. Állatkísérletekben igazolt érzéstelenítő, valamint viscerális fájdalmat csökkentő hatása feltételezhetően a megnövekedett extracelluláris cGMP szinttel magyarázható.

## Klinikai vizsgálatok
A linaklotid hatásosságát és biztonságosságát több randomizált, kettős-vak, placebokontrollos, III. fázisú klinikai vizsgálat keretében állapították meg. A vizsgálatokban részt vevő betegeket a római III-as kritériumrendszer alapján választották ki. A placebóval kezelt betegekhez képest a linaklotiddal kezelt csoportnál nagyobb százalékban csökkentek a székrekedéses tünetek, valamint a hasi fájdalom és a diszkomfort. A leggyakrabban jelentett mellékhatás a hasmenés volt, amely a betegek 20%-nál alakult ki a kezelés első hetében. A vizsgálatok 12 és 26 hetes adatai alapján a tünetek javulása a kezelés teljes időtartama alatt fennmaradt. A linaklotid alkalmazását az amerikai Élelmiszer- és Gyógyszerengedélyeztetési Hivatal (FDA) 2012-ben engedélyezte.

## Kinetika
Szájon át történő bevitel esetén hatását lokálisan, a gasztrointesztinális traktusban fejti ki oxidációt követően, és csak minimális mértékben szívódik fel a szisztémás keringésbe. A linaklotid metabolizációja helyileg történik az emésztőcsatornában, egyetlen aktív metabolitja az MM-419447, vagy más néven deztirozin. Az orálisan bevitt linaklotid, valamint az aktív metabolit jelentős része kisebb peptidekre, nem esszenciális aminosavakra bomlik a bélben, a fennmaradó rész pedig a széklettel ürül. A placentán történő átjutással, illetve az anyatejbe történő kiválasztódással kapcsolatban nincsenek rendelkezésre álló adatok. 

## Mellékhatások
Nagyon gyakori mellékhatás az enyhe vagy középsúlyos hasmenés, amely általában rövid ideig tart, és a szekretoros aktivitással magyarázható. Gyakori mellékhatásként kialakulhat szédülés, hasi fájdalom, puffadás, illetve gyomorhurut.

## Kontraindikáció
A linaklotid ellenjavallt 6-17 éves kor között, mivel biztonságosságát ebben a korcsoportban még nem igazolták. A hatóanyag nem alkalmazható 6 éves kor alatt, valamint ismert vagy gyanított gyomor- vagy bélelzáródásban szenvedő betegeknél. A linaklotid terhes nőknél történő alkalmazása tekintetében korlátozott mennyiségű információ áll rendelkezésre. Állatkísérletek nem igazoltak direkt vagy indirekt káros hatásokat, ennek ellenére az alkalmazása elővigyázatosságból kerülendő a terhesség alatt.